# Ботнійська система
Ботні́йська систе́ма, ботній (від назви Ботнічної затоки) — комплекс метаморфічних та вивержених порід у Швеції та Фінляндії, що утворилися в пізньому археї. 
Ботнійська система представлена філлітами, слюдяними сланцями, конгломератами, ефузивними і інтрузивними породами, іноді мармурами. 
Залягає незгідно на породах свіонійської та перекривається породами карельської системи.